# Aldo Busi
Aldo Busi (Montichiari, 25 febbraio 1948) è uno scrittore, traduttore e opinionista italiano.
Nel 1984, al suo esordio letterario, vince il Premio Mondello "Opera prima" con Seminario sulla gioventù nel 2002 vince il premio Frignano per il romanzo breve La signorina Gentilin dell'omonima cartoleria e nel 2013 vince il premio letterario Boccaccio per la versione in italiano contemporaneo del Decameron di Giovanni Boccaccio.

## Biografia

### Giovinezza e prime esperienze letterarie
Busi è il terzo figlio di Marcello Busi (1913-1982) e Maria Bonora (1914-2008). Cresce, in condizioni d'indigenza, facendosi notare per la predisposizione alla scrittura (a detta dello stesso autore, già quando frequentava la terza elementare i suoi temi erano attesi). A 14 anni è costretto dal padre, gestore di osterie, ad abbandonare gli studi e comincia a lavorare come cameriere in diverse località del Garda. Si trasferisce quindi a Milano; nel 1968 ottiene l'esonero dal servizio militare in forza del Decreto del presidente della Repubblica n. 496 del 09/07/1964, che all'art. 28/a dispensa gli omosessuali dichiarati. Decide poi di vivere e lavorare all'estero, dapprima in Francia tra il 1969 e il 1970 (Lilla e poi Parigi), poi nel Regno Unito (Londra tra il '70 e il 71), Germania (Monaco di Baviera, 1971 e 1972, Berlino nel 1974), Spagna (Barcellona nel 1973) e Stati Uniti d'America (New York, nel 1976), lavorando come cameriere, spazzino, portiere di notte o sguattero per guadagnarsi da vivere.
Impara quindi diverse lingue straniere (francese, tedesco, inglese) e continua a rivedere Il Monoclino (il libro che nel 1984 sarà pubblicato da Adelphi con il titolo definitivo di Seminario sulla gioventù).
Tornato in Italia, lavora saltuariamente come interprete (esperienza che sarà alla base della stesura del suo romanzo Vita standard di un venditore provvisorio di collant) e si cimenta in importanti traduzioni dall'inglese e dal tedesco (Joe Ackerley, H. von Doderer, J.W. Goethe, Meg Wolitzer, C. Stead). Nel frattempo si diploma a Firenze nel 1976 (da privatista) in puericultura e nel 1981 si laurea in Lingue e Letterature Straniere presso l'Università di Verona sostenendo ben 21 esami sui 24 utili in soli due anni di corso presentando una tesi sul poeta statunitense John Ashbery. Dello stesso Ashbery nel 1983 Busi traduce Autoritratto in uno specchio convesso.

### L'esordio come scrittore e l'affermazione
Il suo esordio letterario risale al 1984 con Seminario sulla gioventù. Il libro è accolto con molto favore dal pubblico, meno dalla critica. Ciò nonostante nello stesso anno vince il Premio Mondello "Opera prima". Negli anni il romanzo è stato rimaneggiato più volte dallo stesso Busi, fino all'ultima versione per Adelphi del 2003, che presenta in appendice l'inedito e incompiuto Seminario sulla vecchiaia e un commento dello stesso Busi sulle fortune e disgrazie della sua opera prima. Libro di culto per diverse generazioni in diversi paesi, è tra le opere di maggior successo dello scrittore bresciano insieme al Manuale della perfetta Gentildonna e a Sentire le donne. Nel 1987 è finalista al Premio Bergamo. Nel 1990 subisce un processo per oscenità a Trento per Sodomie in corpo 11, a causa delle scene di sesso tra uomini contenute nel libro; processo dal quale esce assolto con formula piena perché «il fatto non sussiste». Il processo viene trasmesso in televisione dalla trasmissione di Rai 3 Un giorno in pretura. Un'accurata ricostruzione degli eventi di Trento si trova in appendice all'edizione economica di Sodomie in corpo 11 per la penna di Carmen Covito.

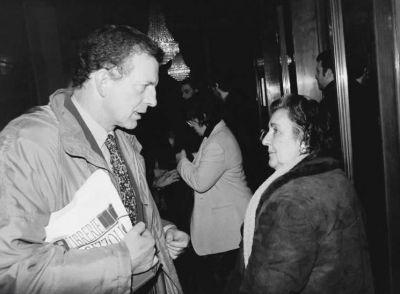
Aldo Busi con la poetessa Alda Merini

Aldo Busi nel corso degli anni ha acquisito notorietà per le sue posizioni, apertamente anticlericali, su temi particolarmente importanti quali l'omofobia, il maschilismo e la conseguente condizione subalterna della donna nella società, l'eccessiva drammatizzazione della sfera sessuale dell'individuo e quello che egli rileva come un eccesso di clericalismo all'interno della politica e delle istituzioni di uno Stato che in base alla Costituzione dovrebbe essere invece laico; temi, questi, che sono ricorrenti nella sua produzione letteraria. Alcune sue affermazioni sulla sessualità dei bambini durante una vecchia puntata del Maurizio Costanzo Show del 1996, ripescata da internet intorno al 2010 in occasione della partecipazione dello scrittore a L'isola dei famosi, vengono strumentalmente interpretate come un'apologia della pedofilia e danno luogo a un ennesimo attacco nei suoi confronti ripetendo, in qualche modo, quanto già successo con il processo di Trento del 1990.
Sono molti i titoli al suo attivo. Sette i romanzi: Seminario sulla gioventù, Vita standard di un venditore provvisorio di collant, La Delfina Bizantina, Vendita galline Km 2, Suicidi dovuti, Casanova di se stessi e El especialista de Barcelona. Diverse le prose di viaggio: da Sodomie in corpo 11 ad Altri abusi, da La camicia di Hanta a E io, che ho le rose fiorite anche d'inverno? a Bisogna avere i coglioni per prenderlo nel culo. E poi la serie di Manuali «per una perfetta umanità», tra cui il Manuale del perfetto Gentilomo e il Manuale della perfetta mamma e libri di non immediata catalogazione (romanzi brevi ma anche prose di viaggio o pamphlet "di fine millennio": Un cuore di troppo, Cazzi e canguri (pochissimi i canguri), Per un'Apocalisse più svelta, ecc.) che pure hanno contribuito alla fama di Busi quale polemista e capace narratore. Le sue opere sono tradotte in undici lingue. Busi ha tradotto egli stesso diversi libri dall'inglese, dall'italiano antico e dal tedesco anche dopo la sua affermazione come romanziere. Tra questi Alice nel Paese delle Meraviglie di Lewis Carroll, Sette poveracci di Sydney di Christina Stead, I dolori del giovane Werther di Johann Wolfgang Goethe, il Decamerone di Giovanni Boccaccio, Il Cortigiano di Baldassare Castiglione, Il Novellino di autore medievale anonimo, Intrigo e amore di Friedrich Schiller e I dialoghi del Ruzante (Parlamento e Bilora) di Ruzante. Tra il 1995 e il 2008 dirige inoltre la collana I classici classici per l'editore Frassinelli di Milano. La collana propone nuove traduzioni in italiano contemporaneo di classici delle più importanti letterature moderne di tutto il mondo.

### Gli anni 2000
Nel 2002 vince il Premio Letterario Frignano per il romanzo breve La signorina Gentilin dell'omonima cartoleria. Dal 2003 al 2009 partecipa al programma televisivo di Canale 5 Amici di Maria De Filippi all'interno della rubrica Amici Libri in qualità di insegnante di cultura generale e comportamento. Nel 2003 scrive inoltre un testo teatrale, Guancia di Tulipano, adattato dalle didascalie dell'opera di Gaspare Spontini (e ispirata alle Ballate irlandesi di Thomas Moore) Lalla Rükh e recitata dallo stesso Busi il 23 agosto 2003 a Jesi con la regia e i video di Cristian Taraborrelli.
Nel 2006 il critico letterario Marco Cavalli ha dato alle stampe la prima importante monografia sull'opera omnia di Busi. Il libro, Busi in Corpo 11 (ed. Il Saggiatore), descrive, analizza e commenta l'opera dello scrittore bresciano e include importanti interventi dello stesso Busi e due racconti inediti.

### Gli anni 2010
Nel 2010, dopo quasi sette anni di deliberata astinenza dalla scrittura, Busi pubblica una raccolta di tre racconti per l'editore Bompiani dal titolo Aaa!. Della raccolta fanno parte un racconto lungo, già apparso nell'edizione 2008 di Sentire le donne, dal titolo Il Casto, sua Moglie e l'Innominabile, insieme a due racconti brevi del tutto inediti. Nel febbraio del 2010 lo scrittore prende anche parte alla settima edizione del programma TV L'isola dei famosi, accettando di trascorrere 10 settimane su un'isola deserta insieme ad altri concorrenti cosiddetti VIP (da Sandra Milo a Clarissa Burt, al doppiatore Luca Ward). Tuttavia, si ritira il mese successivo, dopo appena tre settimane, lasciando dietro di sé vari coloriti litigi e una scia di polemiche, culminata nella decisione della Rai di bandire Busi da tutti i suoi programmi. Dichiarerà più tardi di aver ricevuto per la partecipazione al programma un cachet di 420 000 euro. Fa ritorno in televisione nel gennaio 2011 su Canale 5 a Stasera che sera!, condotta da Barbara D'Urso, dopo la precedente partecipazione a programmi come Otto e mezzo (1º ottobre 2010) di LA7 e L'ultima parola (3 dicembre) di Rai 2 (segnando così il termine del "bando" emanato dalla Rai mesi prima). Sulla rivista Rolling Stone Italia ha tenuto La Posta del Cuore fino al 2011, per poi essere sostituito da Gianni Vattimo.
Il 13 novembre 2012, a dodici anni di distanza dall'ultimo romanzo, pubblica El especialista de Barcelona per l'editore Dalai, che gli vale la candidatura al Premio Strega. Busi non partecipa polemicamente alle undici tappe di presentazione dello Strega che si tengono in varie città italiane e straniere, dopo aver chiesto 5 000 euro per ciascuna tappa. A concorrere con lui al premio Walter Siti, a proposito del quale lo scrittore dichiara:
(citato in Corriere della Sera, 10 maggio 2013, p. 41)
Nel 2013 vince il Premio Letterario Boccaccio per la traduzione in italiano contemporaneo del Decameron di Giovanni Boccaccio.
Il 24 settembre dello stesso anno esce, per i tipi de Il Fatto Quotidiano, E baci, che raccoglie interventi, sms, e-mail dello scrittore (alcuni inediti, altri precedentemente apparsi sul sito altriabusi.it), seguito il 10 giugno 2014 (sempre con Il Fatto Quotidiano) dalla nuova edizione di Sentire le donne, riveduta e ampliata (la prima pubblicazione risale agli anni novanta). Il 19 marzo 2015 esce, edito da Marsilio, il nuovo romanzo Vacche amiche (un'autobiografia non autorizzata), seguito, il 26 novembre 2015, edito ancora da Marsilio, dal romanzo L'altra mammella delle vacche amiche (un'autobiografia non autorizzata). Nel 2018 esce Le consapevolezze ultime.

## Opere
(Aldo Busi, Sodomie in corpo 11)
In un fax per Renata Colorni, riportato integralmente da Marco Cavalli nella monografia Busi in corpo 11, lo stesso scrittore di Montichiari specifica la suddivisione delle sue opere che vorrebbe riportata fedelmente in un futuro Meridiano a lui dedicato:

### Romanzi
- Seminario sulla gioventù, Milano, Adelphi, 1984; con una postfazione di Massimo Bacigalupo, Milano, Mondadori, 1988; IV ed. riveduta Milano, Adelphi, 1989; nuova edizione totalmente riveduta dall'autore Milano, Mondadori, 1992; nuova ed. accresciuta con una postfazione dell'autore, una nota di Piero Bertolucci e con lo scritto inedito Seminario sulla vecchiaia, Milano, Mondadori, 2004.
- Vita standard di un venditore provvisorio di collant, Milano, Mondadori, 1985; Vita standard di un venditore provvisorio di collant, iniziato nel 1979, pubblicato nel 1985, revisionato dal 1991 al 1996, totalmente riscritto nel 2001, con episodi inediti e un nuovo finale, Milano, Oscar Mondadori, 2002.
- La Delfina Bizantina, Milano, Mondadori, 1986.
- Vendita galline Km 2, Milano, Mondadori, 1993.
- Suicidi dovuti, Milano, Frassinelli, 1996.
- Casanova di se stessi, Milano, Mondadori, 2000.
- El especialista de Barcelona, Milano, Dalai Editore, 2012.

### Libri di viaggio
- Sodomie in corpo 11, Milano, Mondadori, 1988.
- Altri abusi, Milano, Leonardo, 1989.
- Cazzi e canguri (pochissimi i canguri), Milano, Frassinelli, 1994.
- Aloha!!!!!, Milano, Bompiani, 1998.
- La camicia di Hanta, Milano, Mondadori, 2003.
- E io, che ho le rose fiorite anche d'inverno?, Milano, Mondadori, 2004.
- Bisogna avere i coglioni per prenderlo nel culo, Milano, Mondadori, 2006.

### Manuali
- Manuale del perfetto Gentilomo, come Monsignor Aldo Busi, Milano, Sperling & Kupfer, 1992; Manuale del perfetto gentilomo (con preziose imbeccate anche per lei), Milano, Mondadori, 1999.
- Manuale della perfetta Gentildonna, come Monsignor Aldo Busi, Milano, Sperling & Kupfer, 1994; Manuale della perfetta gentildonna (con preziosi cazzeggiamenti anche per lui), Milano, Oscar Mondadori, 2000.
- Nudo di madre, Milano, Bompiani, 1997.
- Manuale della perfetta mamma, Milano, Mondadori, 2000.
- Manuale del perfetto papà, Milano, Mondadori, 2001.
- Manuale del perfetto Single, Milano, Mondadori, 2002.

### Altri scritti
- Una pioggia angelica, Brescia, Edizioni l'Obliquo, 1987.
- Il ramo dell'albero, in 19 racconti per Rinascita, a cura di Ottavio Cecchi e Mario Spinella, Roma, Editrice l'Unità, 1987, SBN UBO0136104.
- Pâté d'homme, Milano, Mondadori, 1989.
- L'amore è una budella gentile, Milano, Leonardo, 1991.
- Sentire le donne, Milano, Bompiani, 1991; 1993; Milano, Tascabili Bompiani, 2002; Milano, Bompiani, 2008; Roma, Editoriale Il Fatto Quotidiano, 2014.
- Le persone normali, Milano, Mondadori, 1992.
- Grazie del pensiero, Milano, Mondadori, 1995.
- Madre Asdrubala, Milano, Mondadori, 1995.
- La vergine Alatiel, Milano, Mondadori, 1996.
- L'amore trasparente, Milano, Mondadori, 1997.
- Per un'Apocalisse più svelta, Milano, Bompiani, 1999.
- Un cuore di troppo, Milano, Mondadori, 2001.
- La signorina Gentilin dell'omonima cartoleria, Milano, Oscar Mondadori, 2002.
- Guancia di Tulipano, Milano, Oscar Mondadori, 2003.
- Aaa!, Milano, Bompiani, 2010.
- E baci, Roma, Editoriale Il Fatto Quotidiano, 2013.
- Vacche amiche, Venezia, Marsilio Editore, 2015.
- L'altra mammella delle vacche amiche, Venezia, Marsilio Editore, 2015.
- Le consapevolezze ultime, Collana Stile libero, Torino, Einaudi, 2018, ISBN 978-88-06-23860-5.

### Traduzioni
- Joe R. Ackerley, Mio padre e io, con Giulia Arborio Mella, Milano, Adelphi, 1981.
- John Ashbery, Autoritratto in uno specchio convesso, Milano, Garzanti, 1983.
- Heimito von Doderer, L'occasione di uccidere, con una nota di Claudio Magris, Milano, Garzanti, 1983.
- Johann Wolfgang von Goethe, I dolori del giovane Werther, introduzione di Franco Fortini, Milano, Garzanti, 1983.
- Meg Wolitzer, Sonnambulismo, Milano, Mondadori, 1984.
- Christina Stead, Sette poveracci di Sydney, Milano, Garzanti, 1988.
- Lewis Carroll, Alice nel Paese delle Meraviglie, Milano, Mondadori, 1988; Milano, BUR, 2013.
- Paul Bailey, Uno sbaglio immacolato, Milano, Bompiani, 1990.
- Giovanni Boccaccio, Decamerone da un italiano all'altro. Prime cinque giornate. Cinquanta novelle, Milano, Rizzoli, 1990; in unico volume, Decamerone, Milano, BUR, 1993-2021.
- Giovanni Boccaccio, Decamerone da un italiano all'altro. Le altre cinque giornate. Cinquanta novelle, Milano, Rizzoli, 1991[3].
- Anonimo, Il Novellino, con Carmen Covito, Milano, Biblioteca Universale Rizzoli, 1992.
- Baldassarre Castiglione, Il Cortigiano, con Carmen Covito, Milano, Rizzoli, 1993.
- Friedrich Schiller, Intrigo e amore. Un dramma in cinque atti di nobiltà vs. borghesia, Milano, Biblioteca Universale Rizzoli, 1994.
- Nathaniel Hawthorne, La lettera scarlatta, con Carmen Covito, Milano, Mondadori, 1994.
- Fratelli Grimm, La vecchia nel bosco, Novara, Istituto Geografico De Agostini, 1996.
- Art Spiegelman, Aprimi... sono un cane, io!, Milano, Mondadori, 1997.
- Zsa Zsa Gábor, Come accalappiare un uomo, come tenerselo stretto e come scaricarlo, Padova, Alet, 2005.
- Ruzante, I dialoghi del Ruzante [Parlamento e Bilora], Milano, Oscar Mondadori, 2007.

Per l'editore Frassinelli ha diretto dal 1995 al 2008 la collana I classici classici.

## Media

### Cinema
- Mutande pazze, 1992, regia di Roberto D'Agostino - nel ruolo di se stesso

### Televisione
- Mixer (Rai 2, 1988)
- Ars Amanda (Rai 3, 1989)
- Babele (Rai 3, 1993)
- Maurizio Costanzo Show (Canale 5, 1996)
- Ciao Darwin (Canale 5, 1999)
- Sottovoce (Rai 1, 2000)
- Chiambretti c'è (Rai 2, 2002)
- Amici libri (Canale 5, 2003-2006)
- Le invasioni barbariche (LA7, 2005)
- L'incudine (Italia 1, 2005)
- Il senso della vita (Canale 5, 2006)
- L'isola dei famosi 7 (Rai 2, 2010)
- Stasera che sera! (Canale 5, 2011)
- Alballoscuro (LA7d, 2011)
- Le storie - Diario italiano (Rai 3, 2012)
- Servizio pubblico (LA7, 2012, 2015)
- Otto e mezzo (LA7, 2012)
- Volo in diretta Rai 3, 2012)
- In onda (LA7, 2012)
- Piazzapulita (LA7, 2013)
- La guerra dei mondi (Rai 3, 2013)
- Announo (LA7, 2015)
- Nemo - Nessuno escluso (Rai 2, 2016)
- Cartabianca (Rai 3, 2018)
- La pupa e il secchione (Italia 1, 2020)

### Album e CD
- Pazza, nove canzoni cantate da Aldo Busi, Milano, Bompiani, 1990.
- Aldo Busi legge e canta Alice nel Paese delle Meraviglie
- L'amore è un drago dormiente, in Timoria, 1999, PolyGram, 1999, testo della canzone da Aldo Busi, L'amore trasparente. Canzoniere, Milano, Mondadori, 1997.
- Incipit, fascicolo di 36 pagine con compact disc dove Aldo Busi legge le pagine di apertura di alcuni suoi libri, Roma, L. Sossella, 2004.